# 컴퓨터 체스

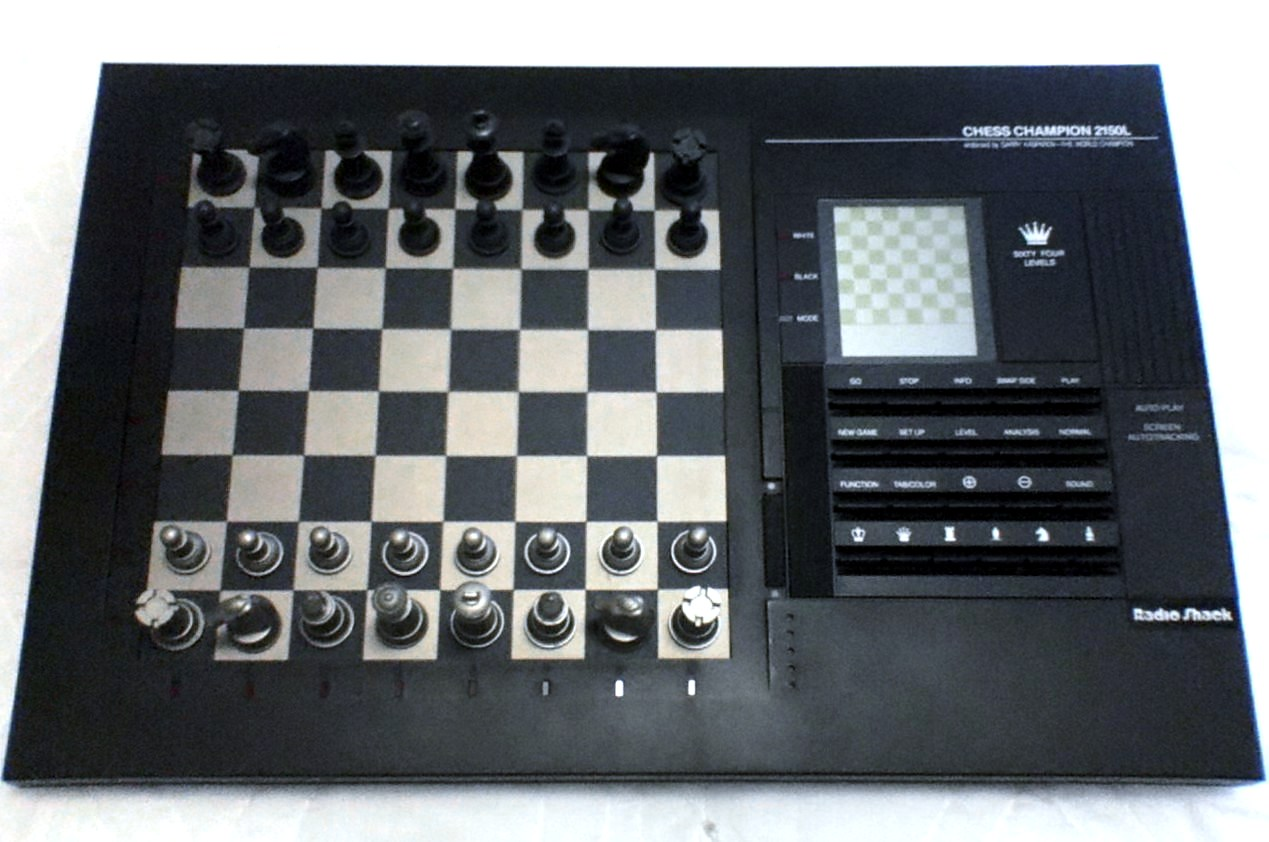
1990년대 압력 센서를 이용한 LCD 화면 기반 체스 컴퓨터

컴퓨터 체스(computer chess)는 체스를 즐길 수 있는 하드웨어(전용 컴퓨터)와 소프트웨어를 모두 포함한다. 컴퓨터 체스는 인간으로서의 적(상대)이 없어도 플레이어가 체스에 참여할 수 있는 기회를 제공하며, 또 분석, 엔터테인먼트, 트레이닝을 위한 기회 또한 제공한다.
체스 마스터 이상의 등급에서 즐길 수 있는 컴퓨터 체스 애플리케이션은 슈퍼컴퓨터에서부터 스마트폰에 이르는 하드웨어에서 사용이 가능하다. 독립형 체스 플레잉 머신도 이용이 가능하다. 스톡피시, GNU 체스, 프루트, 그리고 그 외 자유 오픈 소스 애플리케이션이 다양한 플랫폼용으로 제공된다.
과거에는 단독형 체스 머신(일반적으로 소프트웨어 체스 프로그램을 실행하는 마이크로프로세서, 가끔은 특수 하드웨어)이 판매되었다. 오늘날 체스 엔진은 스마트폰 및 PC 와 같은 일반 기기에 소프트웨어로 설치될 수 있다. 단독으로 설치되거나 Chessbase 및 Chess.com 과 Lichess (둘 다 주로 웹사이트)의 모바일 앱과 같은 그래픽 사용자 인터페이스 프로그램과 함께 설치될 수 있다. 자유-오픈 소스 소프트웨어 엔진의 예로는 스톡피시 및 Leela Chess Zero(Lc0)가 있다. Chess.com은 Torch라는 자체 독점 엔진을 유지 관리한다. Stockfish를 포함한 일부 체스 엔진에는 웹어셈블리 및 자바스크립트와 같은 언어로 만들어진 웹 버전이 있다. 대부분의 체스 프로그램과 사이트는 체스 엔진을 사용하여 포지션과 게임을 분석하는 기능을 제공하며, 일부는 일반 상대인 것처럼 엔진과 플레이할 수 있는 기능(사용자 정의 강도 레벨로 플레이하도록 설정 가능)을 제공한다.

## 컴퓨터 대 인간
1957년 알파-베타 가지치기를 이동 평가 최적화에 적용하는 반박 스크리닝을 발견한 후 카네기 멜런 대학교의 한 팀은 컴퓨터가 1967년까지 세계 인간 챔피언을 이길 것이라고 예측했다. 움직임을 평가하는 올바른 순서를 결정하는 데 어려움이 있을 줄은 예상하지 못했다. 연구원들은 다른 분야를 평가할 때 재검토해야 할 비정상적으로 높은 점수의 움직임인 킬러 휴리스틱을 식별하는 프로그램의 능력을 개선하기 위해 노력했지만 1970년대에 이르러 대부분의 최고 체스 선수들은 컴퓨터가 곧 마스터 수준에서 플레이할 수 없을 것이라고 믿었다. 1968년, 데이비드 레비는 10년 안에 어떤 체스 컴퓨터도 자신을 이길 수 없을 것이라는 유명한 내기를 했다. 그리고 1976년 인디애나 대학교의 시니어 마스터이자 심리학 교수 엘리엇 허스트는 "현재 컴퓨터 프로그램이 마스터 플레이어를 상대로 단 한 게임이라도 이길 수 있는 유일한 방법은 마스터가 술에 취해 50게임을 동시에 플레이하다가 일년에 한 번 정도 실수를 하는 것"이라고 썼다. 
1970년대 후반 체스 프로그램은 고도로 숙련된 인간 플레이어를 이기기 시작했다.  허스트의 성명이 발표된 해인 1975년, 폴 메이슨 미국 체스 챔피언십 B급에서 노스웨스턴 대학교 체스 4.5 팀이 인간 토너먼트에서 우승한 최초의 사례가 되었다. 레비는 1978년에 체스 4.7을 이기면서 베팅에서 승리했지만 토너먼트 수준에서 마스터 클래스 플레이어를 상대로 6개 게임 중 하나를 이겨 최초의 컴퓨터 승리를 달성했다. 1980년부터 마스터스를 자주 이기기 시작했다. 1982년까지 두 프로그램이 마스터 수준에서 진행되었고 세 프로그램은 약간 약해졌다. 
1982년에는 마이크로컴퓨터 체스 프로그램이 초당 최대 1,500수의 수를 평가할 수 있었고, 5년 전의 메인프레임 체스 프로그램과 같은 수준의 성능을 보였으며, 대다수의 아마추어 플레이어를 이길 수 있었다. 1970년대 중반 데뷔했을 때보다 1~2겹 더 앞을 내다볼 수 있었지만 그렇게 함으로써 전문가들이 예상했던 것보다 플레이가 더 향상되었다. 겉보기에 사소한 개선이 "심리적 한계를 넘어서는 데 도움이 된 것으로 보이며, 그 이후에는 풍부한 인간적 실수가 가능해졌다."라고 New Scientist는 썼다.  BYTE는 1984년 SPOC를 리뷰하면서 "컴퓨터(메인프레임, 미니, 마이크로)는 보기 흉하고 우아하지 못한 체스를 두는 경향이 있다"고 썼지만, 로버트 번이 "전술적으로는 평균적인 인간 플레이어보다 오류가 적을 것"이라고 한 발언을 언급했다. 이 잡지는 SPOC를 "놀랍도록 높은" 플레이 수준을 갖춘 IBM PC용 "최첨단 체스 프로그램"으로 설명했으며 USCF 등급을 1700(B등급)으로 추산했다.
1982년 북미 컴퓨터 체스 챔피언십에서 먼로 뉴본은 체스 프로그램이 5년 안에 세계 챔피언이 될 수 있다고 예측했다. 토너먼트 디렉터이자 인터내셔널 마스터 마이클 발보는 10년, 스프랙렌즈는 15년, 켄 톰프슨은 20년 이상을 예측했으며, 다른 사람들은 그런 일은 절대 일어나지 않을 것이라고 예측했다. 그러나 가장 널리 퍼진 의견은 그것이 2000년경에 일어날 것이라고 말했다. 1989년 레비는 Deep Thought와의 시범 경기에서 패배했다. 하지만 Deep Thought는 여전히 세계 챔피언십 수준에는 크게 못 미치는 수준이었다. 당시 세계 챔피언이었던 가리 카스파로프가 1989년에 두 번이나 강력한 우승을 거머쥐었기 때문이다. 카스파로프는 1996년 IBM 딥 블루와의 경기에서야 토너먼트 시간 제한으로 컴퓨터에 첫 패배를 당했다 . 이 게임은 일반적인 시간 제어를 사용하는 컴퓨터에게 세계 챔피언이 진 첫 번째 사례였다. 그러나 카스파로프는 남은 5게임 중 3게임을 이기고 2게임을 비기며 설득력 있는 승리를 거두었다. 1997년 5월, 딥블루의 업데이트된 버전이 리턴 매치에서 카스파로프를 3.5 대 2.5로 이겼다.
처리 능력이 향상되고 평가 기능이 개선되면서, 상용 워크스테이션에서 실행되는 체스 프로그램이 최고 수준의 선수들과 경쟁할 수 있게 되었다. 1998년, Rebel 10은 당시 세계 랭킹 2위였던 비스와나탄 아난드를 5-3으로 물리쳤다. 하지만 대부분의 게임은 일반적인 시간 제한으로 진행되지 않았다. 8개 게임 중 4개는 블리츠 게임(각 움직임에 대해 5분 + 5초의 피셔 지연)이었고, 이 게임에서는 레벨 팀이 3-1로 승리했다. 두 경기는 준블리츠 경기(각 팀당 15분)였으며, Rebel이 이겼다(1½–½). 마지막으로, 두 게임은 정규 토너먼트 게임(2시간 동안 40수, 1시간 갑작스러운 죽음)으로 진행되었으며, 여기서는 아난드가 ½–1½로 승리했다. 빠른 게임에서는 컴퓨터가 인간보다 더 나은 성적을 거두었지만, 플레이어의 평가가 결정되는 고전적인 시간 제어에서는 그 우위가 그렇게 뚜렷하지 않았다. 2005년, 맞춤형 하드웨어와 64개의 프로세서를 탑재한 전용 체스 컴퓨터이자 2005년 제14회 IPCCC 우승자인 Hydra는 6게임 경기에서 7위 마이클 애덤스를 5.5-5로 이겼다.
1990년대 후반에 인간과 컴퓨터 간의 체스 경기에서 최고의 컴퓨터 시스템이 인간 체스 챔피언을 앞지르는 모습이 나타났다. 그 이전 40년 동안의 추세는 최고의 기계가 Elo 평가에서 연간 약 40포인트를 얻는 반면 최고의 인간은 연간 약 2포인트만 얻는 것이었다. 인간 경쟁에서 컴퓨터가 얻은 가장 높은 등급은 1988년 Deep Thought가 받은 USCF 등급 2551이었고, FIDE는 더 이상 등급 목록에서 인간-컴퓨터 결과를 허용하지 않는다. 기계 평가를 위해 전용 기계 전용 Elo 풀이 만들어졌지만 이러한 숫자는 겉모습이 비슷하지만 직접 비교되지는 않는다. 2016년 스웨덴 체스 컴퓨터 협회는 컴퓨터 프로그램 코모도를 3361점으로 평가했다.

## 같이 보기
- 컴퓨터 바둑